# Lenka Mazuchová
Lenka Mazuchová (* 7. července 1958 Praha) je česká politička, počátkem 21. století poslankyně Poslanecké sněmovny za ČSSD, krátce zastupitelka Středočeského kraje, v letech 2002–2006 a 2010–2014 starostka Unhoště.

## Biografie
Mládí prožila v Kladně, žije v Unhošti. Absolvovala obor český jazyk a dějepis na Filozofické fakultě Univerzity Karlovy. Učila pak na základní škole, později na kladenském gymnáziu. Je vdaná, má dceru Kateřinu.
V komunálních volbách roku 1998, komunálních volbách roku 2002, komunálních volbách roku 2006 a komunálních volbách roku 2010 byla za ČSSD zvolena do zastupitelstva města Unhošť. Profesně se uvádí jako středoškolská učitelka. Působila jako starostka Unhoště. Takto se uvádí k roku 2006. K roku 2010 je zmiňována jako místostarostka. Od roku 2010 do roku 2014 byla starostkou Unhoště. V listopadu 2014 ji nahradila Iveta Koulová.
Ve volbách v roce 2002 kandidovala do poslanecké sněmovny za ČSSD (volební obvod Středočeský kraj). Nebyla zvolena, ale do sněmovny usedla dodatečně v lednu 2006 jako náhradnice poté, co na poslanecký mandát rezignoval František Koníček. Byla členkou sněmovního výboru pro sociální politiku a zdravotnictví a petičního výboru. Mandát poslankyně obhájila ve volbách v roce 2006. Byla místopředsedkyní výboru pro sociální politiku. Ve sněmovně setrvala do voleb v roce 2010.
Podle údajů z roku 2006 zastávala funkci předsedkyně Okresního výkonného výboru ČSSD Kladno a byla členkou Krajského výkonného výboru ČSSD Středočeského kraje.